# Erik Henriksson Teet
Erik Henriksson Teet, född 5 januari 1646, död 15 januari 1693, var en svensk häradshövding.

## Biografi
Erik Henriksson Teet föddes 1646. Han var son till Henrik Mårtensson Teet och Anna Troilia. Teet blev 3 mars 1658 student vid Uppsala universitet och arbetade från 1680 som häradshövding i Medelpads domsaga. Han var vice lagman. Teet avled 1693 och begravdes i Selångers kyrka där hans vapen sattes upp.
Han medverkade i en trolldomskommission som sattes upp under det stora oväsendet i Sverige på 1670-talet.

### Familj
Teet gifte sig 12 januari 1671 i Stockholm med Maria Rudbeckia (född 1654, död efter 1699). Hon var dotter till biskopen Nicolaus Johannis Rudbeckius i Västerås stift och Catharina Nentzelia. De fick tillsammans barnen sergeanten Nils Henrik Teet (född 1671) vid livgardet, häradshövdingen Erik Eriksson Teet (1673–1733) i Ångermanland, hovmarskalken Johan Teet (1674–1752), Anna Catharina Teet (1676–1731) som var gift med häradshövdingen Mauritz Biörner, Maria Christina Teet (1677–1749) som var gift med brukspatronen Sven Kåre, kaptenen Anton Teet (1678–1715), Margareta Vendla Teet (1683–1750) som var gift med häradshövdingen Håkan Stridsberg, volontären Peter Fredrik Teet (1686–1709), Gustaf Teet (född 1688), Carl Teet (född 1690), Magdalena Teet och Margareta Teet (död 1746) som var gift med kronobefallningsmannen Erik Westerberg.